# マカオ料理
マカオ料理（マカオりょうり）は、中華人民共和国マカオ特別行政区特有の郷土料理の一種。主に、広東料理、福建料理など華南の中華料理と、元宗主国のポルトガル料理との融合によって成り立った多国籍料理であるが、ほかにも、日本、マレーシア、インドなどのアジア各地の料理や、アフリカを含むポルトガル本国以外のポルトガル語圏からも大きな影響を受けている。

## 概要

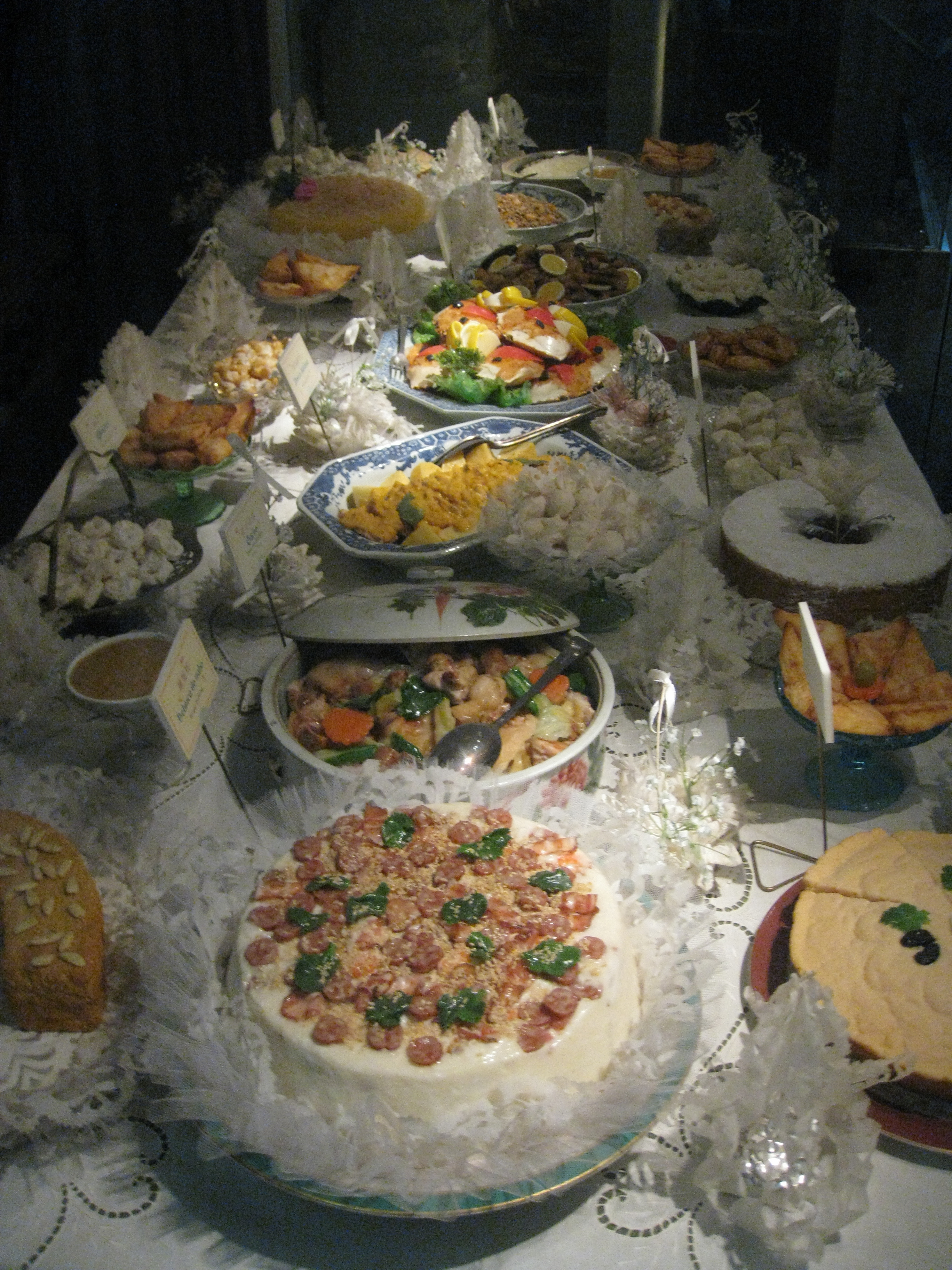
伝統的なマカエンセ（ポルトガル系マカオ人）の食卓（マカオ博物館の展示）

マカオの料理は、かつての宗主国であるポルトガルの料理と地理的に近い広東省の広東料理が大きな割合を占めている。このうち、ポルトガル系の料理の食材と調味料はヨーロッパと中国のみならず、マカオに伝えられる経路にあったポルトガルの植民地（アフリカ、インドのゴア、マレーシアのマラッカなど）の料理の影響も受けており、独特の多国籍料理であるマカオ料理となった。
マカオ料理は、調理方法としては炒める、焼き、グリル、焙煎があり、調味料や香辛料としてはオイスターソース、ウコン、シナモン、これらを含むカレー粉、ココナッツ・ミルク等の多様な種類で味付けがなされている特徴がある。香辛料をふんだんに使用した料理がある一方、蒸し物など素材の味を生かした料理も存在する。
マカオの人口の大部分を占める中国系の家庭ではポルトガル料理を食べることは稀であり、主に広東料理が食べられている。しかし、マカオの広東料理はココナッツミルク、レモン、バリシャォン（balichão、魚醤）、シュリンプペースト、黒胡椒など、東南アジアから伝えられた調味料を使用する独特の風味を持つ物があり、広東省の広州料理や順徳料理などとの違いがある。
一方、「マカエンセ（Macaense 男性）」、「マカエンサ（Macaensa 女性）」、「土生葡人」と呼ばれるマカオ生まれのポルトガル系住民及びポルトガル系と中国系の混血の住民は、家庭でポルトガル系の料理を食べている。また、レストランではポルトガル料理が供され、ポートワインやポルトガル産のチーズも置かれている。しかし、レストランのポルトガル料理の多くはマカオ風にアレンジされており、ポルトガル本国とは異なったものになっている。
マカオ料理の中でも豊富な魚介類を使用した料理の評価は高く、マカオで獲れた鮮魚や魚介類の加工品は香港に出荷されている。加工品の中で有名なものとして、オキアミを加工した「蝦醤」が挙げられる。蝦醤はチャーハンや肉料理の下味として、あるいは食べる直前に料理にかけて使用され、マカオの蝦醤の品質は高く評価されている。

## 主な料理

### スープ（ソパ）
- カルド・ヴェルデ（Caldo verde、青菜薯蓉湯） - ジャガイモとケールの緑色のスープ
- ソパ・ディ・ペドラ（Sopa de pedra）- いんげん豆、タマネギ、ニンニク、ローリエ、ショリッソなどの具だくさんのスープ
- カンジャ（Canja、葡國雞湯） - チキンスープ
- ラカッサ（Lacassá） - バリシャォンで味つけしたエビとビーフンのスープ。マラッカ起源で、ラクサに由来する。

### 肉料理

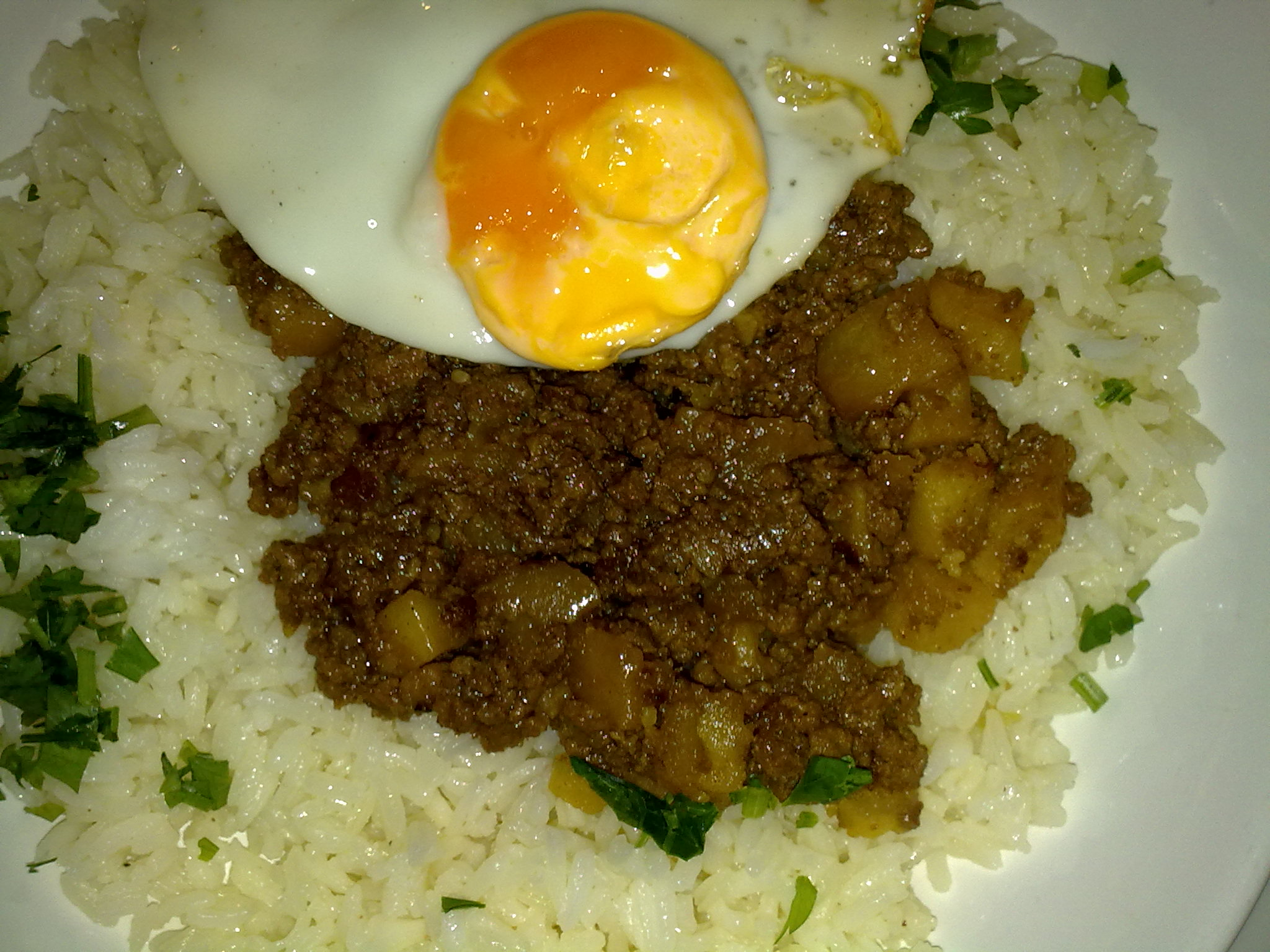
ミンチ

- サラダ・デ・オレーリャ（Salada de orelha）- 豚耳のサラダ
- ミンチ（Minchi、免治豬肉） - 豚挽肉とさいの目切りのジャガイモを炒め、ご飯とともに食べる料理。マカエンセにとっての「おふくろの味」[6]
- ショリッソ（Chouriço、葡國臘腸）- ポルトガル風ソーセージ
- カペラ（Capela）- ショリッソ、オリーブ、チーズ入りミートローフ

### 鳥料理

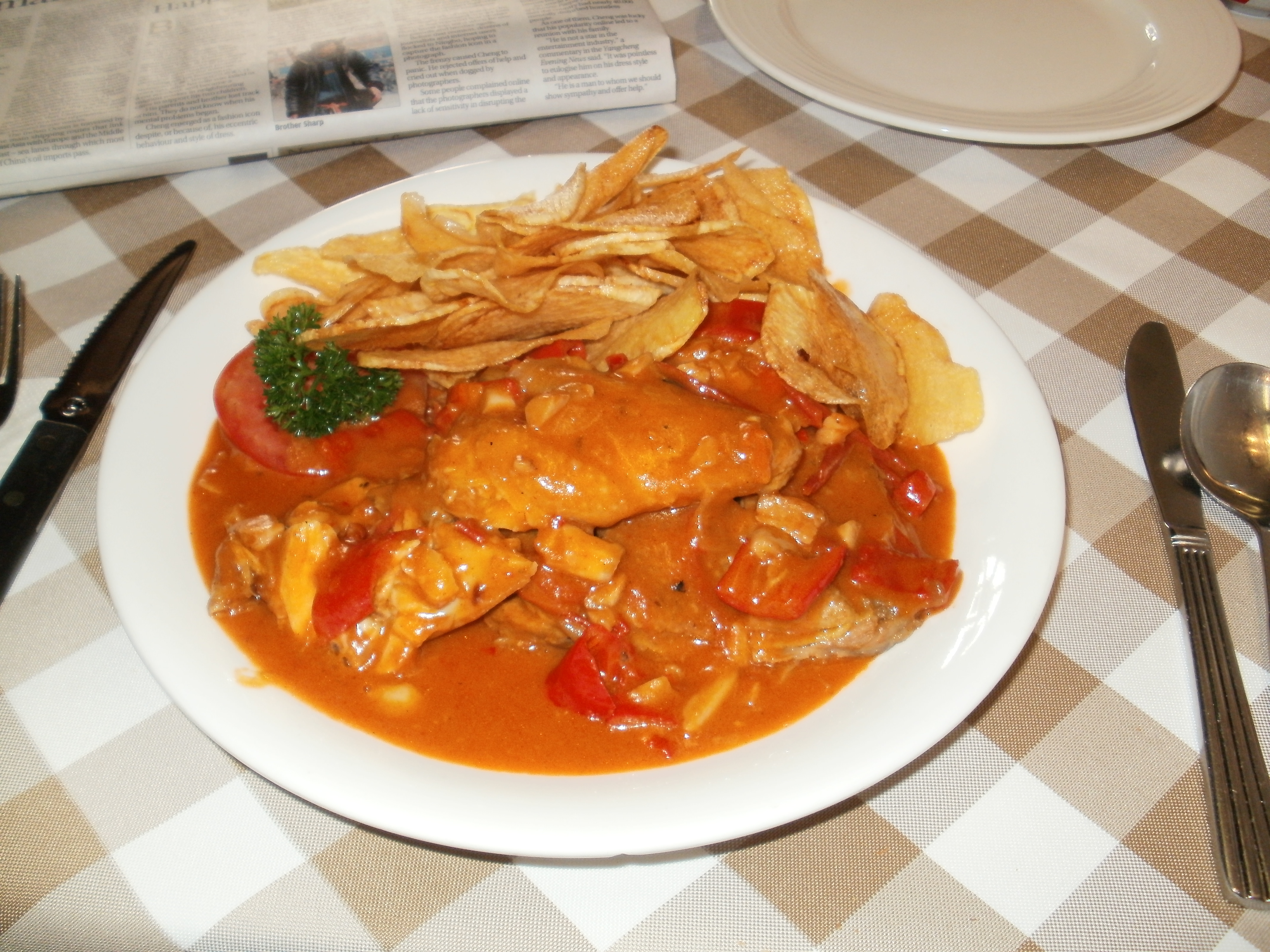
アフリカン・チキン

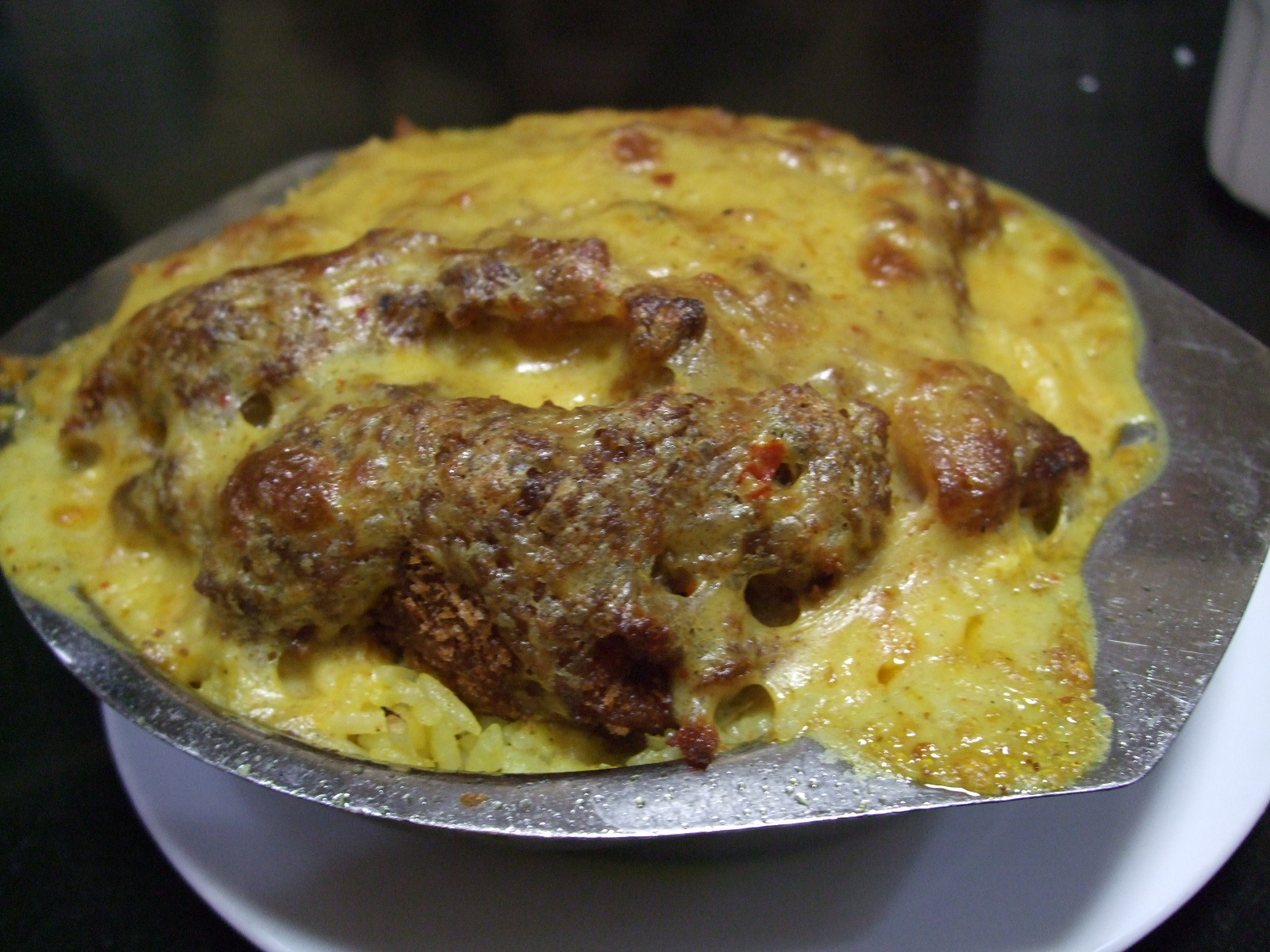
ガリーニャ・ア・ポルトゥゲーザ

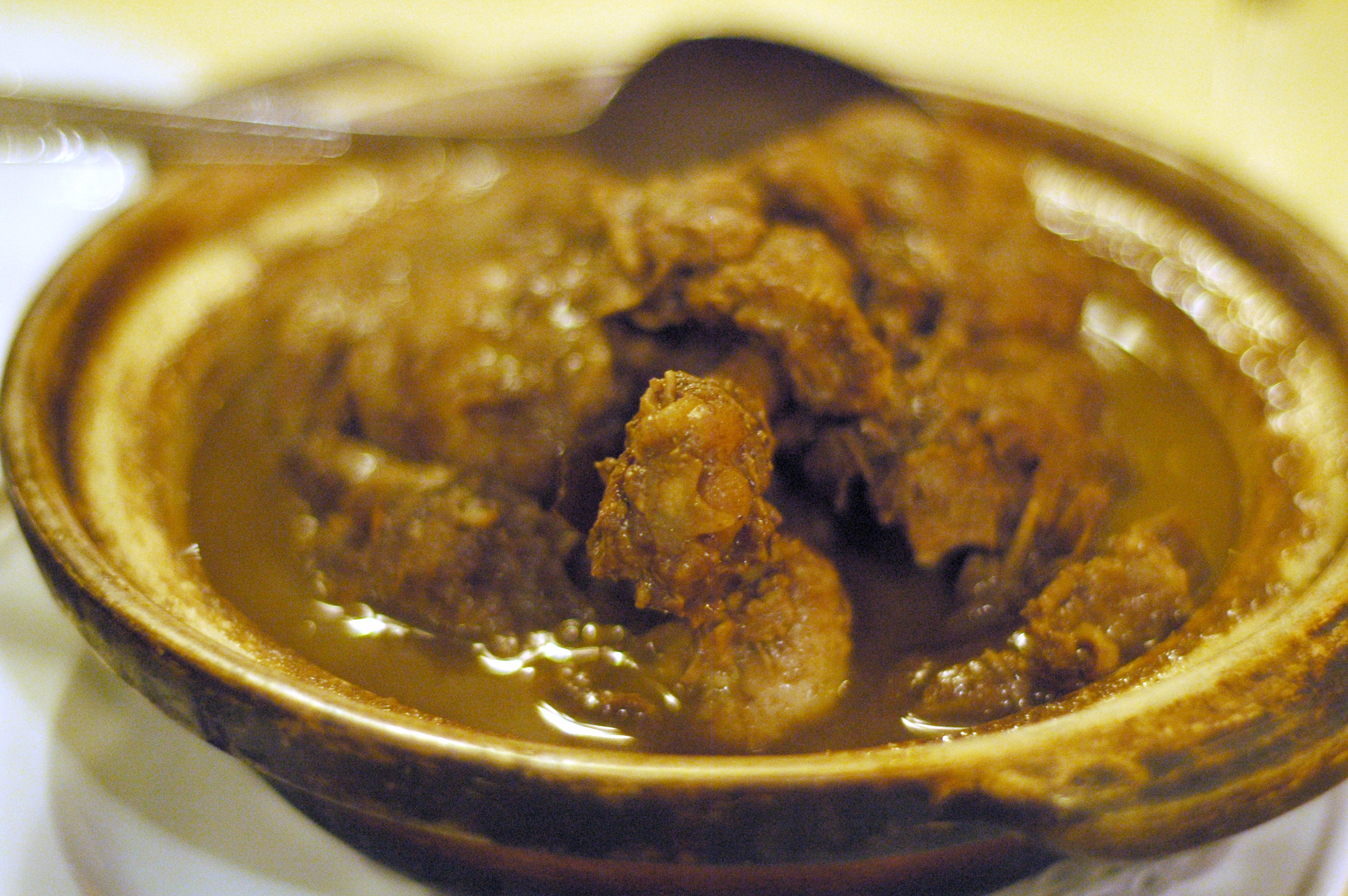
パト・デ・カビデラ

- ガリーニャ・ア・カフレアル（Galinha à Cafreal、非洲雞） - アフリカン・チキンともいう。トウガラシと香辛料を使用する点を除き、レストランによって調理法と味付けに違いがある[4]
- ガリーニャ・ア・ポルトゥゲーザ（Galinha à Portugesa、葡國雞） - ポルトガル・チキン。鶏肉、チョリソー、タマネギ、ジャガイモ、ターメリック、ココナッツミルクなどを煮込んだカレー風の料理。オーブンで焼きカレーライスにする事も多い。
- カリル・デ・ガリーニャ（Caril de galinha、咖喱雞） - ココナッツミルク入りチキンカレー。
- パト・カビデラ（Pato Cabidela、血鴨） - アヒルと血の煮込み
- ハトのロースト

### 魚介類
- バカリャウ（Bacalhau、馬介休）料理
  - バカリャウのソテー（燒馬介休）
  - パステイス・デ・バカリャウ（Pastéis de bacalhau、馬介休球）- バカリャウとジャガイモのコロッケ
  - ジャガイモとバカリャウの炒め物（薯絲炒馬介休）
  - バカリャウ・ア・ゴメス・デ・サ（Bacalhau à Gomes de Sá）- バカリャウ、ジャガイモ、ゆで卵、オリーブ、タマネギのキャセロール料理。ポルトの名物料理。
  - バカリャウ・ア・ペーニャ（Bacalhau à Penha）- 西望洋山風バカリャウ。バカリャウ、ジャガイモ、タマネギ、ピーマン、キノコのグラタン。
  - バカリャウ・ギサード（Bacalhau guisado）- バカリャウのシチュー
  - バカリャウのサラダなど
- サルディーニャス・アッサーダス（Saldinhas assadas、烤沙丁魚）- イワシのグリル
- エンパーダ・デ・ペイシェ（Empada de peixe）- ポルトガル風魚パイ
  - バカリャウのソテー（燒馬介休）
- ガンバス・ア・マカウ（Gambas à Macau、蒜蓉辣大蝦）- エビのスパイス煮。エビのチリソース風だがニンニクの風味が強い
- カリル・デ・カマラォン（Caril de camarão）- エビのカレー
- トスタス・デ・カマラォン（Tostas de camarão、蝦多士） - ハトシ
- ミドリイガイのオーブン焼き（焗青口） - ムール貝の一種。
- カリル・デ・カランゲージョ （Caril de caranguejo、咖喱蟹） - カリーハイ。ノコギリガザミなどの蟹を殻ごと煮込んだカレー

### 野菜・米料理

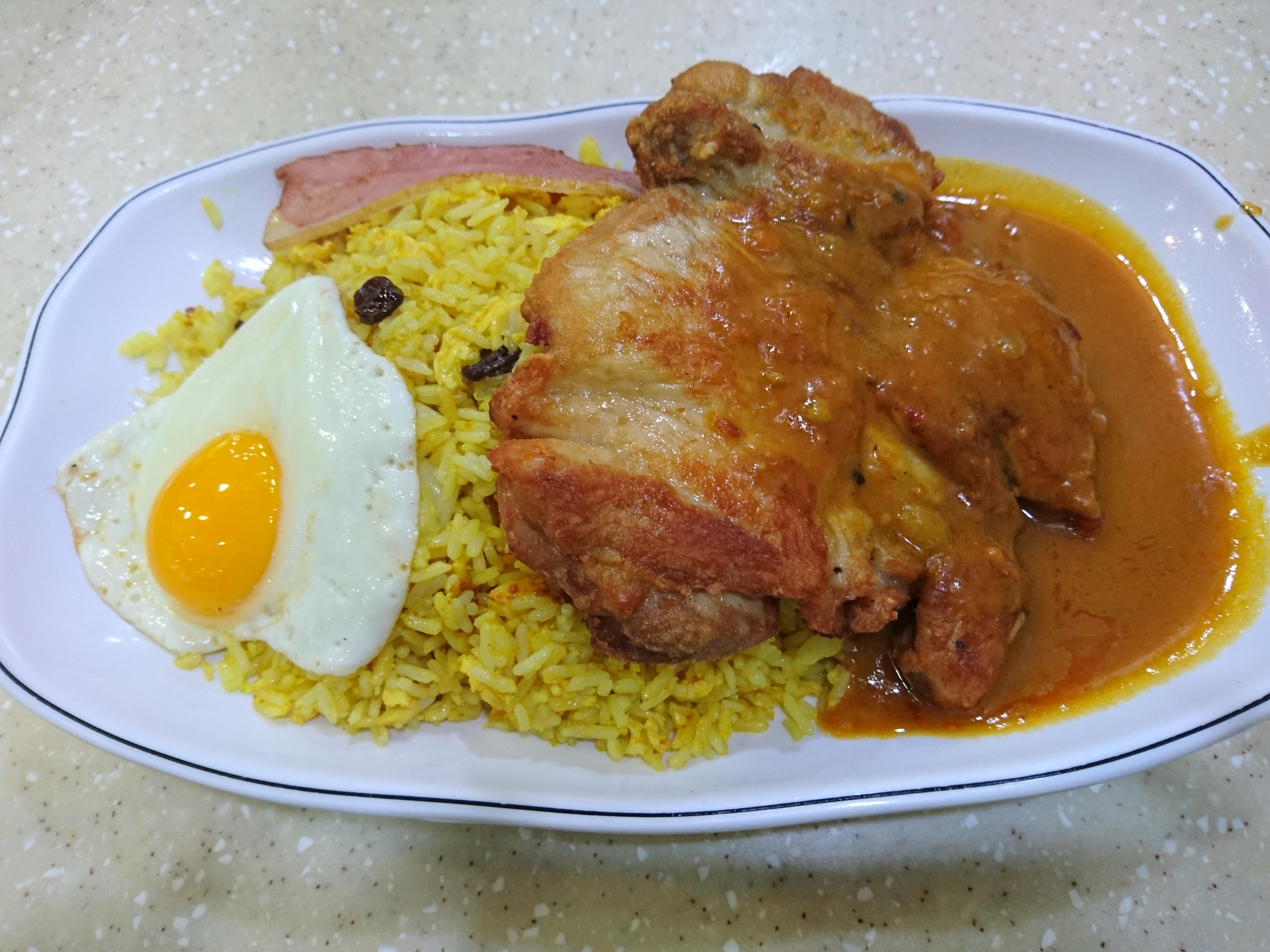
モーローチキンライス

- フェジョアーダ（Feijoada） - インゲン豆、豚肉、トマト、キャベツ、ショリッソ、モルセーラ（ブラッドソーセージ）の煮込み。広東風臘腸が使われることもある
- アロース・ア・バレンシアナ（Arroz à valenciana、焗海鮮飯） - パエリア
- アロース・デ・パト（Arroz de pato、焗鴨飯） - アヒルのパエリア
- アロース・デ・バカリャウ（Arroz de bacalhau、焗馬介休飯） - バカリャウのパエリア
- 煲仔飯 - 土鍋で調理した釜飯（広東料理）
- 水蟹粥 - 蟹が入った粥
- パパイアサラダ
- モーローチキンライス（嚤囉鶏飯）
- レポーリョ・レセアド（Repolho receado）- ロールキャベツ

### 軽食・デザート

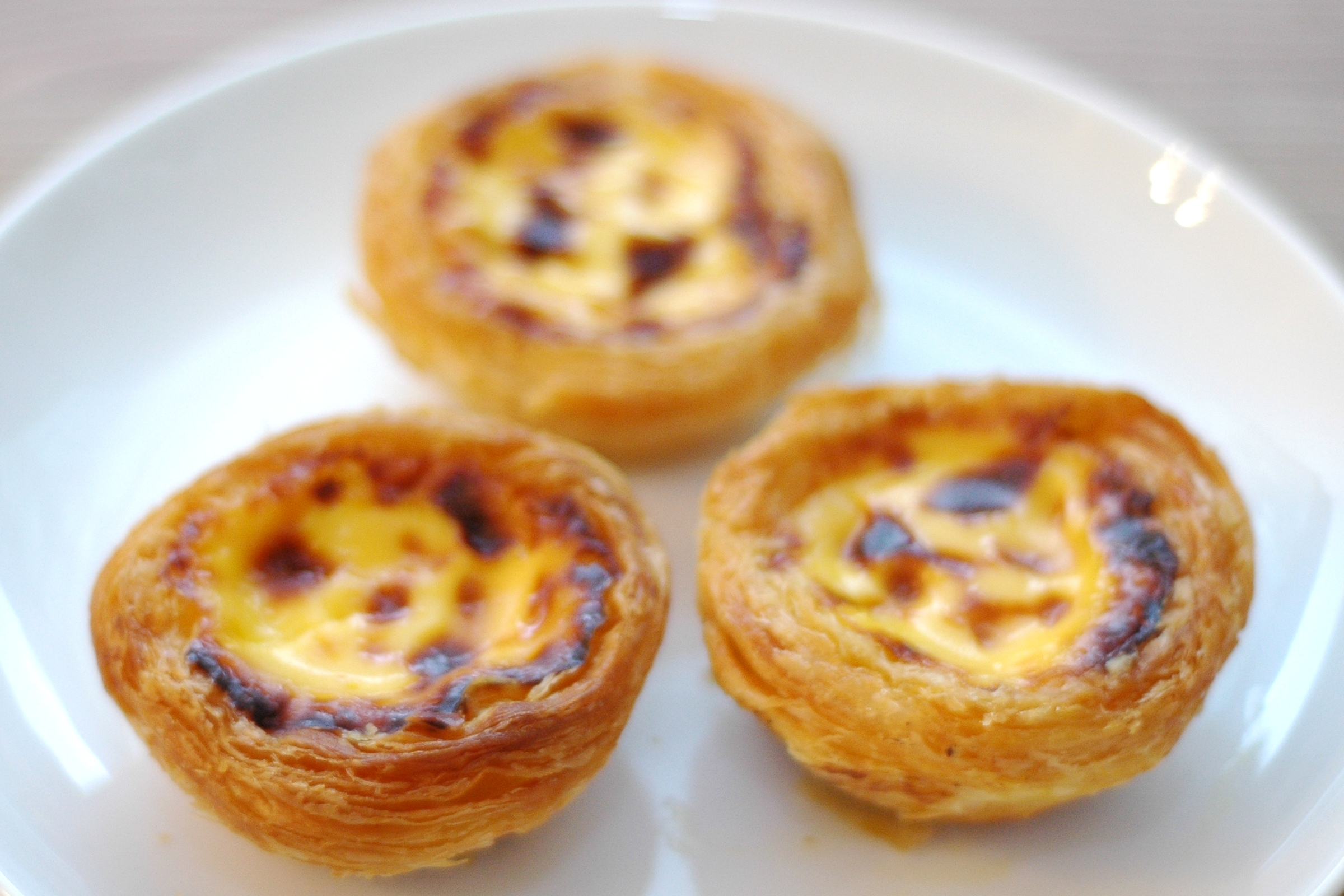
マカオ風エッグタルト

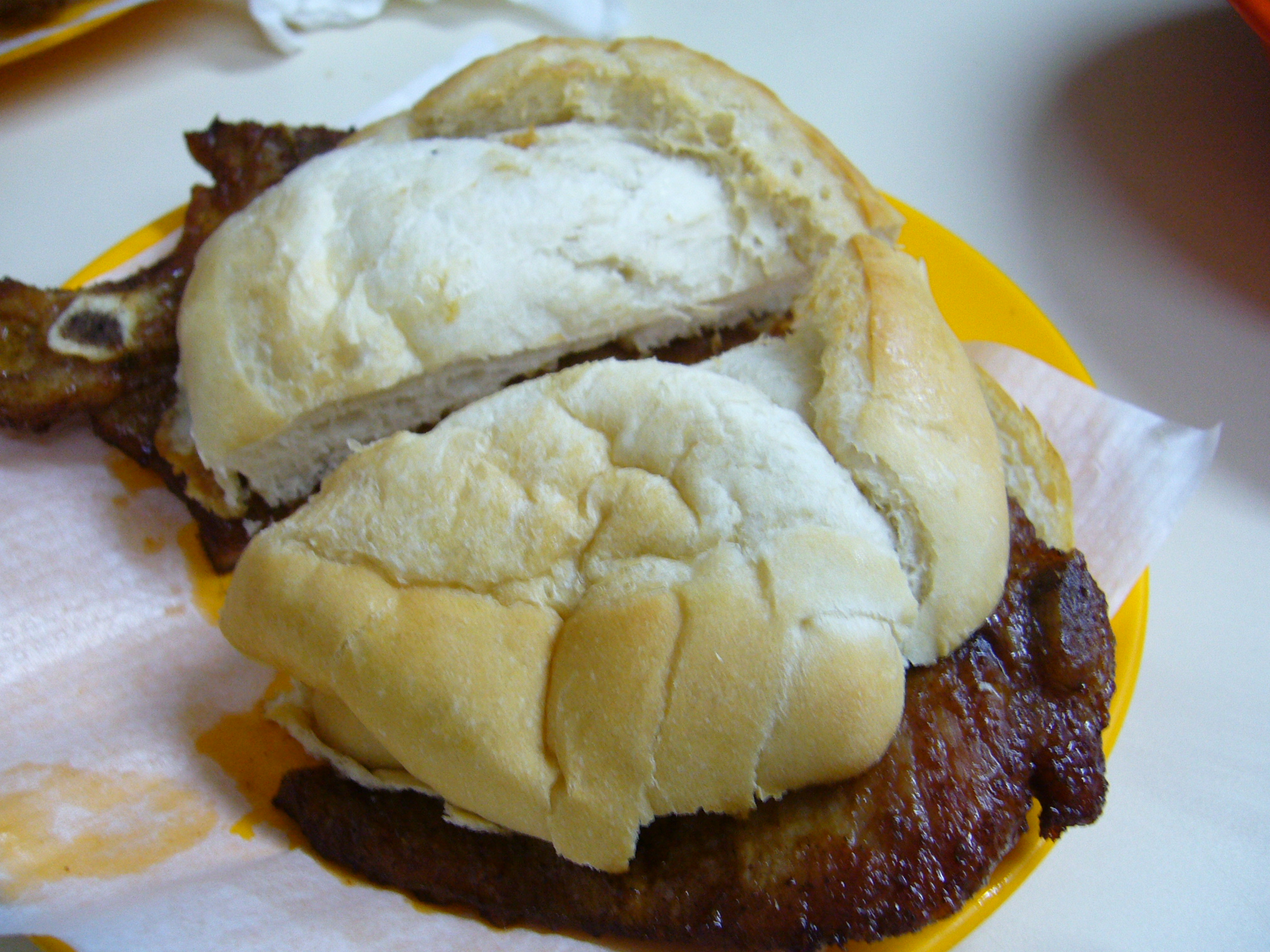
ポークチョップバーガー

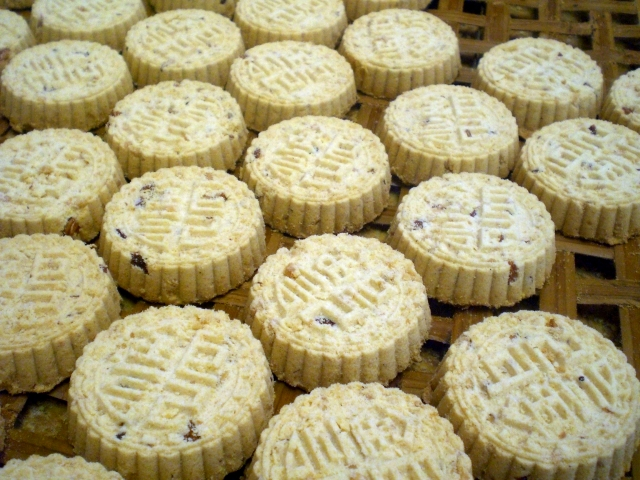
アーモンドビスケット

- シャムサ（Chamuça、咖喱角）- サモサ。具を春巻きの皮で包む。
- パステル・デ・ナタ（pastel de nata、葡國蛋撻） - マカオ風エッグタルト
- セラドゥーラ（Serradura、木糠布甸） - 砕いたビスケットとホイップクリームを交互にグラスに入れて冷やしたデザート
- アロース・ドーセ（arroz doce、米布甸） - ライス・プディング
- ベビンカ（Bebinca、貝碧嘉）- 米粉と鶏卵、ココナッツミルクで作るケーキ。インドのゴア州のものとは異なり、層にはしない。
- ベビンカ・デ・レイテ（Bebinca de leite）- 牛乳とココナッツミルクを両方用いたカスタードプディング。
- ポークチョップバーガー（Pork chop bun、豬扒包＝チーパーパオ）- 甘辛く味付けして焼いた豚肉を挟んだハンバーガー[7]
- 双皮奶 - 順徳料理の牛乳プリン
- 生姜牛乳プリン （薑撞牛奶）- 広東料理のデザートの一つ。
- プディン・デ・マンガ（Pudim de manga、芒果布甸）- マンゴープリン
- プディン・デ・サグー（Pudim de sagu、西米露）- 卵黄入りサゴパールのプディング。
- ボーロ・デ・アメンドア（Bolo de amêndoa、杏仁餅）- アーモンドビスケット
- フリトス・デ・セザメ・エ・フェイジャォン（Fritos de sésame e feijão、煎堆）- 茹でてつぶしたサツマイモで小豆餡を包み、ゴマをまぶして揚げた菓子。芝麻球に似ている。